# Rašid Mahalbašić
Rašid Mahalbasić (Jesenice, 7 novembre 1990) è un cestista sloveno con cittadinanza austriaca.

## Statistiche

### Eurolega
| Anno      | Squadra     | PG | PT | MP   | TC%  | 3P% | TL%  | RP  | AP  | PRP | SP  | PP  |
| --------- | ----------- | -- | -- | ---- | ---- | --- | ---- | --- | --- | --- | --- | --- |
| 2012-2013 | Arka Gdynia | 10 | 4  | 21,5 | 58,2 | -   | 59,1 | 6,8 | 1,3 | 0,5 | 0,4 | 9,1 |
| Carriera  | Carriera    | 10 | 4  | 21,5 | 58,2 | -   | 59,1 | 6,8 | 1,3 | 0,5 | 0,4 | 9,1 |

### Eurocup
| Anno      | Squadra           | PG | PT | MP   | TC%  | 3P%  | TL%  | RP  | AP  | PRP | SP  | PP   |
| --------- | ----------------- | -- | -- | ---- | ---- | ---- | ---- | --- | --- | --- | --- | ---- |
| 2013-2014 | Nymburk           | 18 | 16 | 23,6 | 60,2 | 0,0  | 69,0 | 6,2 | 1,4 | 0,8 | 0,7 | 11,3 |
| 2015-2016 | Nižnij Novgorod   | 20 | 11 | 22,7 | 57,9 | 8,3  | 58,1 | 5,2 | 1,8 | 0,9 | 0,5 | 11,2 |
| 2019-2020 | EWE Oldenburg     | 15 | 15 | 26,0 | 58,2 | 35,3 | 74,2 | 6,7 | 5,0 | 1,1 | 0,4 | 16,3 |
| 2023-2024 | Cedevita Olimpija | 2  | 0  | 4,4  | 33,3 | -    | -    | 2,0 | 0,0 | 0,0 | 0,0 | 1,0  |
| Carriera  | Carriera          | 55 | 42 | 23,2 | 58,5 | 23,3 | 68,2 | 5,8 | 2,5 | 0,9 | 0,5 | 12,2 |

## Palmarès
- Campionato ceco: 1

ČEZ Nymburk: 2013-14
- Campionato kazako: 1

Astana: 2014-15
- Coppa della Repubblica Ceca: 1

ČEZ Nymburk: 2014

### Individuali
- Premio Pascal Roller: 1

2018-19